# Charles Bell
Sir Charles Bell (Edimburgo, novembro de 1774 — Worcestershire, 28 de abril de 1842) foi um anatomista, cirurgião e fisiologista escocês.
Charles Bell foi um prolífico autor e pesquisador. Ele fez sua primeira publicação de estudos pormenorizados do sistema nervoso e do cérebro, em 1811, em seu livro Uma Ideia de uma Nova Anatomia do Cérebro. Ele descreveu suas experiências com animais e como ele era o primeiro a distinguir entre nervo sensorial e nervo motor. Este livro é considerado por muitos o fundador da neurologia clínica.

## Obras
- Essays on the Anatomy of Expression in Painting (1806)
- New Idea of Anatomy of the Brain (1811)
- The Nervous System of the Human Body (1830)
- The hand; its mechanism and vital endowments, as evincing design. Bridgewater treatises on the power wisdom and goodness of God as manifested in the creation ; 4. London: William Pickering, 1833. (The hand; its mechanism and vital endowments, as evincing design and illustrating the power, wisdom, and goodness of God. / Charles Bell, Sir; Alexander Shaw. 8th ed. London, G. Bell & Sons, 1885.)